# Buteno
El buteno o butileno es un alqueno. Es el nombre de los isómeros de olefina con la fórmula C4H8. Fue encontrado por primera vez en 1825 por Michael Faraday en el aceite de gas.
Concretamente existen 4 isómeros:
- El 1-buteno CH2=CH–CH2–CH3
- El cis- y el trans-2-buteno H3C–CH=CH–CH3 que se diferencian en que en el isómero cis los grupos metilo apuntan en la misma dirección mientras que en el isómero trans apuntan en direcciones opuestas[1] (no olvidemos que los dos átomos del doble enlace y sus 4 sustituyentes están en el mismo plano).
- El iso-buteno o más correctamente 2-metilpropeno H2C=C(CH3)2

Los 4 isómeros son gases incoloros e inflamables que queman con llama amarilla y pueden formar mezclas explosivas con el aire. Bajo presión pueden ser licuados. 
Reaccionan fácilmente con el bromo elemental o disoluciones ácidas de permanganato de potasio (KMnO4). Se obtienen en reacciones de cracking a partir del petróleo.

## Datos fisicoquímicos en común
- Fórmula: C4H8
- Masa molecular: 56,11 g/mol
- Límites de explosividad: 1,6-10 % Vol en aire.

A continuación, se concretarán los datos relevantes de cada uno de ellos por separado:

## El 1-buteno

Estructura de 1-buteno.

### Datos fisicoquímicos
- Fórmula: CH2=CH–CH2–CH3[3]
- Punto de fusión: −185,3 °C
- Punto de ebullición: −6,26 °C
- Solubilidad en agua: 200 g/l
- N.º CAS: 00106-98-9

### Síntesis
Aparte de por termólisis del petróleo se puede obtener el 1-buteno por reacción de etileno con tris-etilaluminio a aproximadamente 100 °C y 100 bar. (Síntesis de 1-alquenos según Mülheimer). La reacción se parece a la síntesis del polietileno en catalizadores de Ziegler-Natta.

### Aplicaciones
El principal uso es la síntesis del butadieno para el caucho artificial.
Además es producto de partida en la síntesis del 2-glutanol por adición de agua en presencia de ácido.

## Elcis-2-buteno

Estructura de cis-2-buteno.

### Datos fisicoquímicos
- Fórmula: CH3–CH=CH–CH3[3]
- Punto de fusión: −138,9 °C
- Punto de ebullición: 3,73 °C
- Solubilidad en agua: 5 g/l
- N.º CAS: 00590-18-1

### Síntesis
Los 2-butenos se pueden obtener por metátesis en presencia de un catalizador a partir de propeno:
2 H3C–CH=CH2 → H3C–CH=CH–CH3 + H2C=CH2
además de por pirólisis del petróleo.
La reacción de eliminación a partir del 2-butanol suele dar mezclas de productos que contienen también los 2-butenos.

### Datos de interés
El trans-buteno es 5,4 kJ/mol más estable que el cis-buteno debido a la repulsión estérica de los grupos metilo. En espectroscopia de infrarrojos el isómero trans tiene una banda de absorción en la zona de 960-970 cm–1, no presente en la forma cis.
La barrera de interconversión entre las dos formas es del orden de 250 kJ/mol. Por lo tanto no se interconvierten a temperatura normal.

### Aplicaciones
Tras halogenación con cloro y doble eliminación de HCl se obtiene butadieno que se utiliza en la síntesis de caucho artificial.
Como los demás butenos también puede ser polimerizado directamente.

## Eltrans-2-buteno

Estructura de trans-2-buteno.

### Datos fisicoquímicos
- Punto de fusión: −105,5 °C
- Punto de ebullición: 0,96 °C
- Solubilidad en agua: 5 g/l
- N.º CAS: 00624-64-6

(Síntesis y aplicaciones como el isómero cis)

## Eliso-buteno

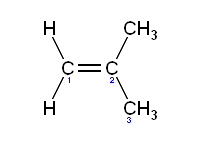
Estructura de iso-buteno.

### Datos fisicoquímicos
- Fórmula: H2C=C-(CH3)2[3]
- Punto de fusión: −140,4 °C
- Punto de ebullición: −6,9 °C
- Solubilidad en agua: ? g/l
- N.º CAS: 115-11-7

### Síntesis
Industrialmente se obtiene de los gases de pirólisis del petróleo.
En el laboratorio se puede obtener, por ejemplo, por reacción de eliminación. 

### Reactividad y aplicaciones
Por adición de Markovnikov (por ejemplo, en un medio ácido) el iso-buteno da derivados con grupos 2(-2-metilpropil) (= terc-butil). Así la adición de agua en presencia de ácido sulfúrico da terc-butanol y la adición de alcoholes da terc-butiléteres. Estos últimos han ganado importancia como aditivos a la gasolina ya que aumentan en número de octano del combustible.
Con monóxido de carbono en presencia de ácido sulfúrico produce ácido piválico ((H3C)3C–CO2H).